# Невилл, Дэвид
Дэвид Невилл (англ. David Neville, род. 1 июня 1984, Меррилвилл, Индиана) — американский спринтер, чемпион и призёр летних Олимпийских игр 2008 года в Пекине.

## Биография
Невилл учился в средней школе Мерриллвилля с 1998 по 2002 год, где занимался лёгкой атлетикой. Затем он учился в Университет Индианы, где в 2003—2006 годах участвовал в соревнованиях и выиграл несколько из них.
На летних Олимпийских играх 2008 года Невилл выиграл бронзовую медаль на дистанции 400 м среди мужчин со временем 44,80 секунды. Затем он с Лашоном Мерриттом, Энджело Тейлором и Джереми Уоринером участвовал в эстафете 4×400 м. В финальном забеге команда финишировала первой с результатом 2:55.39 (олимпийский рекорд). Невилл на своём этапе показал результат 44,16 секунды.